# IC 529
IC 529 ist eine Spiralgalaxie vom Hubble-Typ Sc im Sternbild Giraffe am Nordsternhimmel. Sie ist schätzungsweise 106 Millionen Lichtjahre von der Milchstraße entfernt und hat einen Durchmesser von etwa 100.000 Lichtjahren.
Das Objekt wurde im Jahr 1890 vom britischen Astronomen William Frederick Denning entdeckt.